# المعرة
المعرة هي مدينة في سوريا تقوم فوق ثلاثة تلال أثرية من أشهر معالمها الجامع الكبير والمدرسة النورية وحمام التكية وخان اسعد باشا وخان مراد باشا الذي أصبح متحفا كما تفخر المعرة بوجود ضريح الشاعر والفيلسوف أبي العلاء المعري ضمن مركزها الثقافي، اما المتحف ، فيضم المتحف العديد من التحف كالتماثيل والجرار ولعل أبرز هذه التحف لوحة الفسيفساء التي يعود زمنها إلى الحقبة الرومانية البيزنطية.